# Elecciones municipales de 2019 en Alcorcón
Las elecciones municipales de 2019 se celebraron en Alcorcón el domingo 26 de mayo, de acuerdo con el Real Decreto de convocatoria de elecciones locales en España dispuesto el 1 de abril de 2019 y publicado en el Boletín Oficial del Estado el 2 de abril. Se eligieron los 27 concejales del pleno del Ayuntamiento de Alcorcón, a través de un sistema proporcional (método d'Hondt), con listas cerradas y un umbral electoral del 5 %.

## Resultados
5 candidaturas obtuvieron representación en el pleno. La candidatura del Partido Socialista Obrero Español liderada por Natalia del Pozo obtuvo una mayoría simple de 9 concejales mejorando en 2 concejales los resultados de las elecciones de 2015. La segunda candidatura en número de votos, la del Partido Popular, obtuvo 6 concejales (4 menos que en 2015).  Las candidaturas de Ciudadanos-Partido de la Ciudadanía y Unidas Podemos-Ganar Alcorcón sacaron 5 concejales, mientras que en número, mientras que la candidatura de Vox obtuvo 2 concejales. Los resultados completos se detallan a continuación:
| Candidatura                      | Candidatura                              | Votos   | %                               | Escaños                         |
| -------------------------------- | ---------------------------------------- | ------- | ------------------------------- | ------------------------------- |
|                                  | Partido Socialista Obrero Español (PSOE) | 25 602  | 29,23                           | 9                               |
|                                  | Partido Popular (PP)                     | 17 448  | 19,92                           | 6                               |
|                                  | Ciudadanos-Partido de la Ciudadanía (Cs) | 16 695  | 19,06                           | 5                               |
|                                  | Ganar Alcorcón (Ganar Alcorcón)          | 15 478  | 17,67                           | 5                               |
|                                  | Vox (Vox)                                | 6054    | 6,91                            | 2                               |
| Más Madrid Alcorcón (Más Madrid) | Más Madrid Alcorcón (Más Madrid)         | 4117    | 4,70                            | 0                               |
| Los Verdes-Grupo Verde (LV-GV)   | Los Verdes-Grupo Verde (LV-GV)           | 762     | 0,87                            | 0                               |
| Actúa-Los Verdes (PACT-GMLV)     | Actúa-Los Verdes (PACT-GMLV)             | 496     | 0,57                            | 0                               |
| La Izquierda Hoy (LIH)           | La Izquierda Hoy (LIH)                   | 374     | 0,43                            | 0                               |
| Votos en blanco                  | Votos en blanco                          | 552     | 0,63                            | n/a                             |
| Votos válidos                    | Votos válidos                            | 87 578  | 100,00                          | 27                              |
| Votos nulos                      | Votos nulos                              | 432     | Participación: \| \| 68,81 % \| | Participación: \| \| 68,81 % \| |
| Votantes                         | Votantes                                 | 88 010  | Participación: \| \| 68,81 % \| | Participación: \| \| 68,81 % \| |
| Electores                        | Electores                                | 127 905 | Participación: \| \| 68,81 % \| | Participación: \| \| 68,81 % \| |
|                                  | 68,81 %                                  |         |                                 |                                 |

## Concejales electos
Relación de concejales electos:
| N.º | Nombre                         | Lista | Lista          |
| --- | ------------------------------ | ----- | -------------- |
| 1   | Natalia de Andrés del Pozo     |       | PSOE           |
| 2   | Ana María Gómez Rodríguez      |       | PP             |
| 3   | Diana Fuertes González         |       | Cs             |
| 4   | Jesús Santos Gimeno            |       | Ganar Alcorcón |
| 5   | Daniel Rubio Caballero         |       | PSOE           |
| 6   | Antonio Luis Galindo Casado    |       | PP             |
| 7   | Sonia López Cedena             |       | PSOE           |
| 8   | Joaquín Patilla Ramos          |       | Cs             |
| 9   | Raquel Rodríguez Tercero       |       | Ganar Alcorcón |
| 10  | Miguel Ángel González García   |       | PSOE           |
| 11  | Pedro Moreno Gómez             |       | Vox            |
| 12  | Susana Mozo Alegre             |       | PP             |
| 13  | Laura Pontes Romero            |       | Cs             |
| 14  | Rosana Zarapuz Puertas         |       | Ganar Alcorcón |
| 15  | Joanna María Arranz Pedraza    |       | PSOE           |
| 16  | Antonio Germán Beteta Barreda  |       | PP             |
| 17  | José Raúl Toledano Serrano     |       | PSOE           |
| 18  | Jesús Recover Antón            |       | Cs             |
| 19  | Carlos Carretero Rodríguez     |       | Ganar Alcorcón |
| 20  | Candelaria Testa Romero        |       | PSOE           |
| 21  | Roberto Marín Vergara          |       | PP             |
| 22  | Natalia Maqueda Martín         |       | Cs             |
| 23  | Miguel Ángel Palacios Retamosa |       | PSOE           |
| 24  | David López Martín             |       | Ganar Alcorcón |
| 25  | Noemí Selas Fernández          |       | Vox            |
| 26  | Antonia Rubio Manzano          |       | PP             |
| 27  | Victoria Meléndez Agudín       |       | PSOE           |

## Acontecimientos posteriores
Investidura del alcalde
En la votación de investidura del alcalde celebrada el 15 de junio de 2019, la candidata del PSOE Natalia de Andrés obtuvo la mayoría absoluta con 14 votos a favor, 9 de PSOE y 5 de Ganar Alcorcón, convirtiéndose en la primera alcaldesa de la ciudad.